# Förbundsdagsvalet i Västtyskland 1961
Förbundsdagsvalet i Västtyskland 1961 ägde rum den 17 september 1961. Det kom att präglas av byggandet av Berlinmuren som inletts den 13 augusti 1961. Konrad Adenauer var för fjärde gången kanslerkandidat för CDU/CSU. Under valrörelsen kom han att kritiseras för sin långa tid vid makten (sedan 1949), det sena reagerandet på Berlinmurens byggande och att han väntat med att åka till Berlin. Adenauer besökte muren 22 augusti 1961. För SPD var för första gången Willy Brandt kanslerkandidat, till vardags regerande borgmästare i Västberlin. Det var även det första valet för SPD sedan man antagit Bad Godesbergprogrammet.
Vid valet förlorade CDU/CSU sin absoluta majoritet från förbundsdagsvalet 1957. SPD kunde fira klara valframgångar och FDP gjorde sitt hittills bästa resultat på förbundsdagsnivå. Deutsche Partei förlorade sina sista mandat trots att partiet gått samman med Gesamtdeutscher Block/Bund der Heimatvertriebenen und Entrechteten.

## Resultat

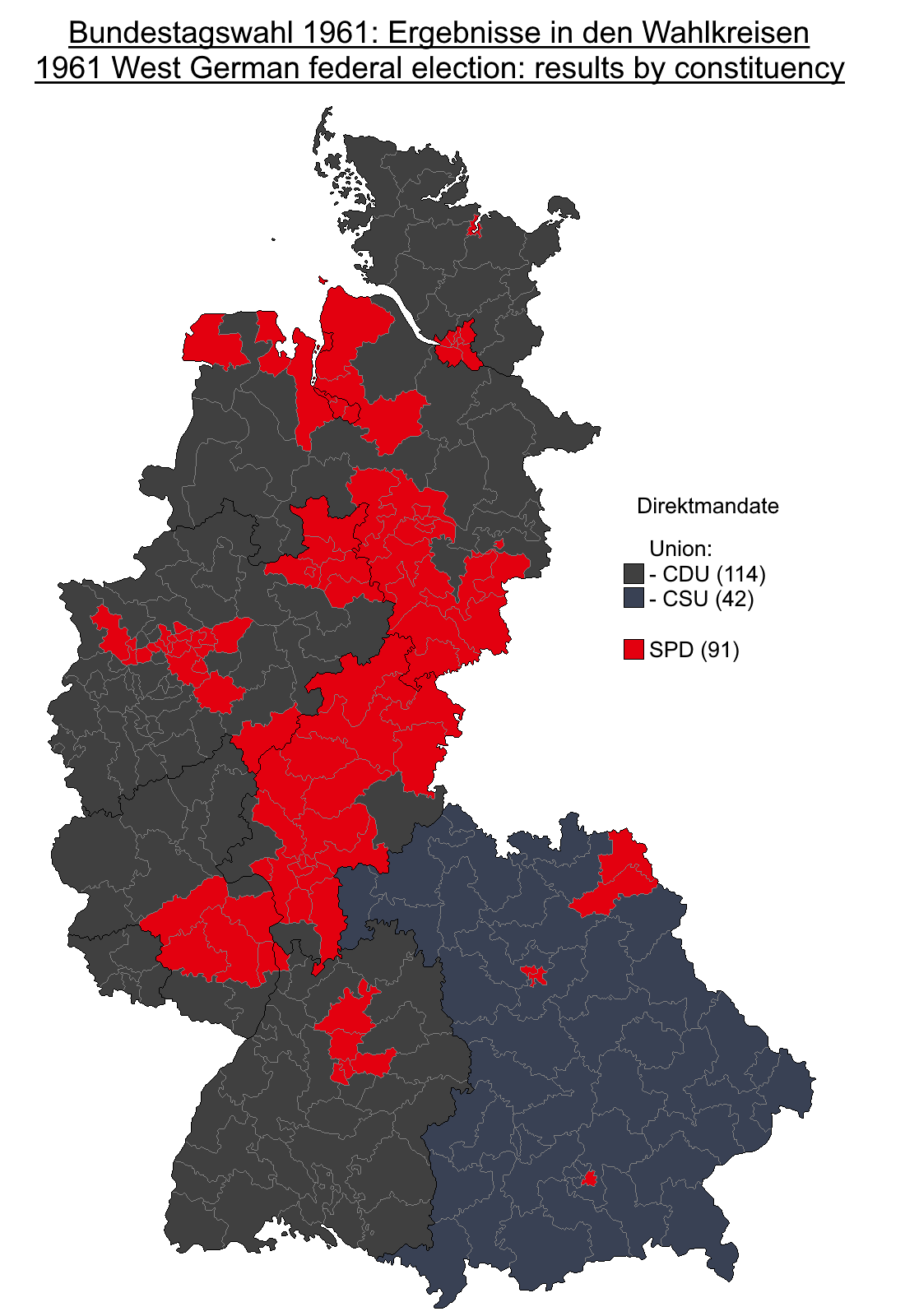
Valkretsresultat för förstarösterna

|  |

|  |

|  |

|  |

|  |

|  |

|  |

|  |